# Wadi Suqcultuur
De Wadi Suqcultuur was een archeologische cultuur van de bronstijd in de Verenigde Arabische Emiraten en Oman in de periode van 2.000 tot 1.300 v.Chr. De naam is afkomstig van een wadi, of seizoensgebonden waterloop, ten westen van Sohar in Oman en is een voortzetting van de Umm an-Narcultuur. Hoewel archeologen traditioneel geneigd zijn de verschillen in menselijke nederzettingen en begrafenissen tussen de Umm Al Nar- en Wadi Suq-periodes te zien als het resultaat van grote externe verstoringen (klimaatverandering, ineenstorting van de handel of oorlogsdreiging), is de mening verschoven in de richting van een geleidelijke verandering in de menselijke samenleving die zich concentreerde op geavanceerdere benaderingen van de veeteelt en veranderingen in de omringende handels- en sociale omgevingen.

## Geschiedenis

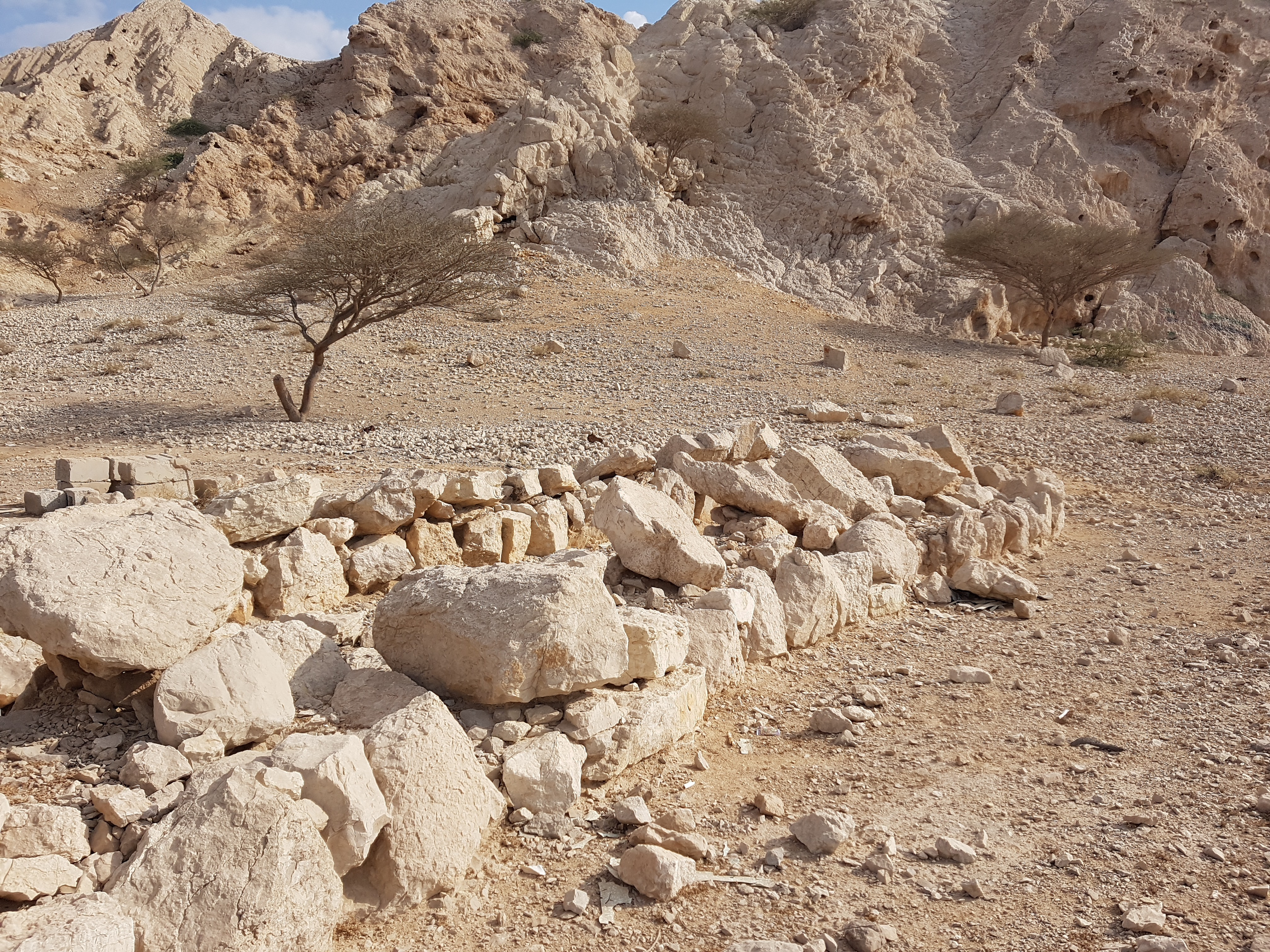
Wadi Suq-begrafenis in Shimal, vlakbij Ras Al Khaimah

Er wordt gedacht dat de overgang tussen Umm Al Nar en Wadi Suq zo'n 200 jaar of langer heeft geduurd. Vondsten op de belangrijke Wadi Suq-locatie Tell Abraq in het huidige Umm al-Qaiwain tonen bewijs voor de continuïteit van de begrafenissen in Umm Al Nar. Bewijs van toegenomen mobiliteit onder de bevolking wijst op een geleidelijke verandering in menselijke gewoonten in plaats van een plotselinge verandering en belangrijke vindplaatsen uit het Wadi Suq-tijdperk zoals Tell Abraq, Ed Dur, Seih Al Harf, Shimal en Kalba laten een toenemende verfijning zien in koper- en bronswaren, evenals handelsverbindingen zowel oostwaarts met de Indusvallei als westwaarts met Mesopotamië. Aardewerk uit het Wadi Suq-tijdperk werd verfijnder en onderscheidender, met vondsten van veel beschilderd aardewerk evenals vaatwerk van zachte steen.
Onderzoeken naar menselijke resten uit deze periode wijzen weliswaar op een proces van verdroging dat plaatsvond in de eeuwen tussen de Umm Al Nar- en Wadi Suq-periode, maar ondersteunen geen plotselinge of catastrofale migraties of maatschappelijke veranderingen, maar eerder een geleidelijke verschuiving in de cultuur. 
De Wadi Suq-mensen domesticeerden niet alleen kamelen, maar er zijn aanwijzingen dat ze ook tarwe, gerst en dadels verbouwden. In de loop van de tijd vond er een geleidelijke verschuiving plaats van nederzettingen aan de kust naar nederzettingen in het binnenland. 

## Begrafenissen
Een van de meest duidelijke bewijzen van de verandering in menselijke gewoonten en samenleving na de Umm Al Nar-periode is te vinden in de karakteristieke begrafenissen van de Wadi Suq-mensen, met name in Shimal in Ras Al Khaimah waar zich meer dan 250 graven bevinden. In sommige gevallen zijn gehouwen stenen uit de begraafplaatsen van Umm Al Nar hergebruikt om Wadi Suq-graven te bouwen. De Wadi Suq-graven bestaan uit lange ruimtes die aan de zijkant toegankelijk zijn. Veel ervan blijken gebruikt te zijn voor secundaire begrafenissen. Hoewel Shimal de meest uitgebreide Wadi Suq-begraafplaats heeft, zijn er graven te vinden in de hele VAE en Oman, variërend van eenvoudige grafheuvels tot geavanceerde structuren. 
De opmerkelijke begraafplaats Jebel Buhais, de oudste radiometrisch gedateerde begraafplaats in de VAE, is een uitgebreide necropolis, bestaande uit begraafplaatsen uit de steen-, brons-, ijzer- en Hellenistische periode in de VAE. Het uitgestrekte grafgebied herbergt een aantal belangrijke Wadi Suq-graven, waaronder een unieke grafkamer in de vorm van een klaverblad. Er is echter geen bewijs van begrafenissen uit de Umm Al Nar-periode, hoewel er wel graven zijn die uit latere tijdperken stammen. Het klavervormige graf uit de Wadi Suq-periode bij Jebel Buhais, BHS 66, is een uniek stuk grafarchitectuur in de VAE. 

## Artefacten

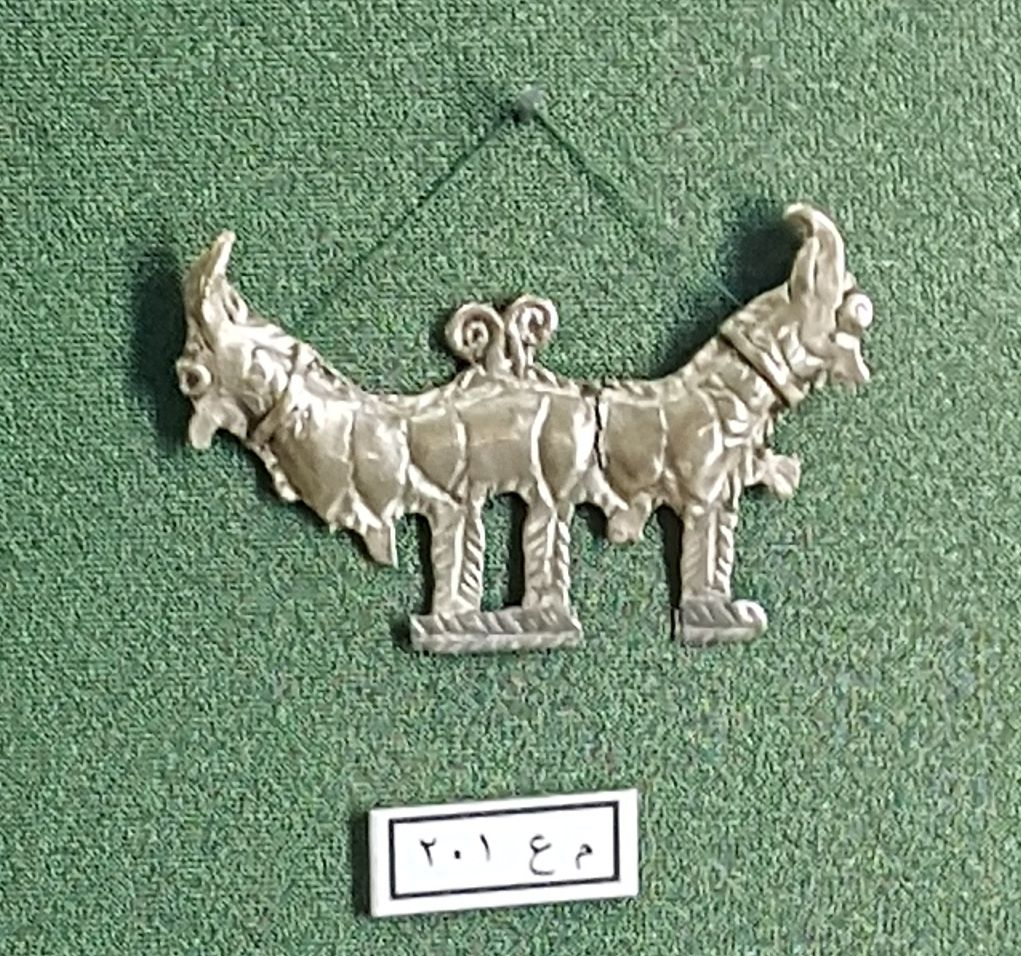
Wadi Suq elektrum-legeringsplaat, gevonden in de Qattara-oase, Al Ain

De wapens uit het Wadi Suq-tijdperk zijn duidelijk geavanceerder geworden en er is een explosieve groei in de metaalbewerking in de regio. Er zijn talloze graven gevonden met honderden wapens en andere metalen voorwerpen. Lange zwaarden, pijl en boog werden de belangrijkste wapens. Lange zwaarden die gevonden zijn in Qattara, Qidfa, Qusais en Bidaa bint Saud zijn tweesnijdend en hebben een gevest. Ook lichte werpsperen waren kenmerkend voor het wapentuig van die tijd. Veel van deze wapens waren uit brons gegoten. In een graf dat in Shimal werd opgegraven werden 18 fijn afgewerkte bronzen pijlpunten aangetroffen.
Een andere sterk groeiende sector in het Wadi Suq-tijdperk was de productie van vaatwerk uit zacht steen. Terwijl deze in het voorgaande Umm Al Nar-tijdperk versierd waren met gestippelde cirkels, kregen ze nu gegraveerde lijnpatronen en werden in overvloed aangetroffen. 
De relatieve rijkdom en toenemende metaalkundige verfijning van de Wadi Suq-mensen wordt geïllustreerd door de vondsten van sieraden, waaronder plaquettes uit goud en elektrum waarop dieren achter elkaar staan afgebeeld. Er zijn voortdurende banden aangetoond met zowel Dilmun als de Indusvallei.